# Ein Fall für zwei: Der Versager
Der Versager ist der Titel der 31. Episode der Krimiserie Ein Fall für zwei mit Günter Strack und Claus Theo Gärtner in den Hauptrollen.
Gegen Ende dieser Episode täuscht der Rechtsanwalt Dr. Renz den eigentlich vertrauensvoll mit ihm zusammenarbeitenden Privatdetektiv Josef Matula, um seine zu diesem Zeitpunkt bereits vermutete Lösung des Falles zu beweisen.

## Handlung
Werner Hassler lässt sich verleugnen, als sein von ihm geringschätzig behandelter Bruder am Abend versucht, ihn telefonisch zu erreichen. Wenig später findet er diesen erschossen im Büro seines Sanitärgroßhandels vor. Der Polizei gegenüber gibt er als Alibi an, dass er zum Zeitpunkt, als er die Schüsse fallen hörte, im Gespräch mit einem Kunden gewesen sei, dessen Namen er allerdings nicht kenne. Er wendet sich diesbezüglich an Dr. Renz und Josef Matula.
Nachdem Matula zwei Tage lang vergeblich versucht hat, den angeblichen Kunden ausfindig zu machen, bekommt er mit, dass zwischen Werner Hassler und dessen Ehefrau Claudia ein angespanntes Verhältnis herrscht.
Von Dr. Renz erfährt Matula, dass Walter Lobschatz, einer der von Matula zuvor aufgesuchten möglichen Kunden, der einen Besuch bei Hassler ebenso wie alle anderen abgestritten hatte, inzwischen bei der Polizei die Aussage Werner Hasslers bestätigt habe. Matula vermutet, dass diese Aussage durch eine Bestechung zustande gekommen sei. 
Am Abend sucht Claudia Hassler Matula auf und zeigt ihm eine Verletzung, die ihr Mann ihr zugefügt habe, nachdem sie ihre Aussage, dass es am Abend des Tötungsdeliktes einen Kontakt mit dem Entlastungszeugen gegeben habe, widerrufen habe. Sie erzählt, dass sie ein Liebesverhältnis mit ihrem verstorbenen Schwager gehabt habe. Werner Hassler wird daraufhin festgenommen. Auch Lobschatz hat seine Aussage inzwischen widerrufen. Es habe sich dabei lediglich um eine Gefälligkeit gehandelt, genau wie es von Matula vermutet worden war.
Nach einem Gespräch mit Dr. Renz widerruft Lobschatz jedoch ein weiteres Mal seine Aussage und bestätigt damit nun wieder Werner Hasslers Alibi. Dieser wird dadurch entlastet und aus der Untersuchungshaft entlassen. Seine Frau gibt ihm gegenüber auf Nachfrage hin ihr Verhältnis mit dessen Bruder zu. Das Gespräch und den darauffolgenden Wutausbruch schneidet sie auf einen Rat Matulas hin heimlich auf einem Tonband mit. Verletzt sucht sie diesen anschließend auf. Werner Hassler findet unterdessen das Tonbandgerät und zeigt es Dr. Renz ebenso vor, wie Kaufangebote für Immobilien in Südfrankreich, die sein mittelloser Bruder angeblich eingeholt habe.
Im Keller des Wohnhauses des Ehepaars Hassler findet Matula auf einen entsprechenden Hinweis Claudias hin mehrere Einschusslöcher vor, die laut polizeilicher Untersuchungen hin mittels der Waffe, mit der ihr Schwager getötet worden war, erstellt worden sind. Auf einen Ratschlag von Renz hin, spricht Matula, der mehr und mehr Gefallen an Claudia Hassler findet, diese auf den möglichen Verbleib der Waffe an. Sie gibt einen Hinweis auf einen Tonstich bei Neu-Isenburg, der ihrem Mann bekannt sei. Als die Polizei dort kurze Zeit später wartet, erscheint allerdings nicht dieser, sondern Claudia selbst, die die Waffe dort zu verstecken beabsichtigt, um den von ihr selbst begangenen Mord an ihrem Schwager ihrem Ehemann anzulasten.

## Hintergrund
Die Episode wurde überwiegend im Rhein-Main-Gebiet gedreht. Die Kulisse der Kanzlei von Dr. Renz befand sich im Hotel InterContinental Frankfurt. Unmittelbar nach der Titelsequenz ist die Untermainbrücke zu sehen, gegen Ende der Episode die Alte Brücke.